# 吉田英成
吉田 英成（よしだ えいせい、8月28日生まれ）は、日本の俳優。
ロサンゼルス生まれ、東京育ち（英語は話せない）。オフィスにしむら所属。

## 来歴・人物
大学時代“本当に自分がやりたいもの”を考えた1年の休学期間に、夢だった役者の道に進むことを決意。休学後4年で単位を取り卒業。ガテン系、レストラン、デリバリー、海の家など様々なアルバイトをしながら役者を続ける。
2020年にダブルヘッダー特別公演も上演された人気舞台作品『おおきく振りかぶって』（作：ひぐちアサ・演出：成井豊）、『大悲』（作・演出：西森英行）などに出演。映像や舞台で芝居の経験を積む。体格を活かし「プラスサイズモデル」としても活動している。
夢は「アカデミー賞の『最優秀助演男優賞』受賞し、名バイプレイヤーになること」、特技はアメリカンフットボールと野球で、「好きなもの」を「韓国料理、タイ料理、四川料理など辛いもの全般、食べ放題」と所属事務所プロフィールに記載している。

## 出演

### 映画
- 「日本統一」 監督:山本芳久 他
- 「新喧嘩高校軍団」 監督:山本芳久（2013年）
- 「ゲバルト」 監督:山鹿孝起（エグゴリラ役）（2014年）
- 「総理の夫」 監督:河合勇人（SP役）（2021年 ）
- 「OUT」（爆羅漢レギュラーキャスト[6]）（2023年）

### ドラマ
- 「のぞき穴」 監督:飯塚健 (BEE TV)（2012年）（ラッパー役）※配信ドラマ
- 「この素晴らしき世界」6話（五十嵐役）（2023年）

### 舞台
2012年より 劇団「Innocent Sphere」にて活動開始
- 『大悲』（作・演出:西森英行 他） - 門倉鉄平 役（2019年）
- 『おおきく振りかぶって』 - 畠篤史 役（2020年）
- 『ミュージカル ロミオの青い空』 -  タキオーニ 役（2022年）
- 『ミュージカル ダイヤのA』 - 東清国 役（2022年）
- 『GO FORWARD!』 - 長衛富太郎 役（2023年）
- 『夕 -ゆう-』 - ガリバー 役（2024年）[7]

### CM
- 「SWAG IN DA BAG」(AK-69)PV 出演（友人役）（2012年 ）
- 「TOKYO ぽっちゃり COLLECTION」出演（2016年）
- 「ゼクシィ」 広告モデル（2017年）
- 「サカゼン BIGSMILE 編」CM 監督:レスリー・キー（2018年）
- 「サカゼン2019発夏編」CM 監督:レスリー・キー 他（2019年）
- 「サカゼン EC サイトモデル」広告モデル（2022年）